# Butlletí de l'Associació d'Estudiants de l'Ateneu I. de la C.O.

Butlletí de l'Associació d'Estudiants de l'Ateneu I. de la C. O. va ser una publicació en català editada a Igualada entre els anys 1925 i 1935, en dues èpoques.

## Butlletí (gener 1925 – maig 1926)
Al principi només portava el títol Butlletí i com a subtítol Associació d'estudiants de l'Ateneu I. de la C. O..
L'editava l'Ateneu Igualadí de la Classe Obrera, amb una periodicitat mensual, i en van sortir catorze números.
S'imprimia a la Impremta Moderna. Tenia vuit pàgines, a ratlla tirada, amb un format de 17 x 14 cm.
Recollia les activitats organitzades per l'Associació d'Estudiants de l'Ateneu: exposicions, conferències, lectures comentades, concerts, excursions, etc. També hi ha comentaris sobre cinema, literatura catalana, fotografia i història.
Segons Antoni Carner i Borràs, «entre els seus redactors, tots joves, figuraven Joan Mercader, avui ben conegut pels seus notables treballs d'història moderna, i Antoni Borràs Quadres, qui estudià millor que ningú més la geografia de la nostra comarca».

## Butlletí de l'Associació d'Estudiants de l'Ateneu I. de la C. O. (març 1932 – agost 1935)
Era la segona època del butlletí anterior i se'n van publicar trenta-quatre números.
A partir del núm. 25 (abril de 1934) va portar el títol Butlletí de l'Ateneu Igualadí de la Classe Obrera, però va mantenir la periodicitat mensual i la mateixa numeració.
L'editava l'Ateneu Igualadí de la Classe Obrera i s'imprimia als tallers de Bas estamper i a partir del núm. 14 a la Impremta Codorniu. Tenia dotze pàgines, a ratlla tirada, excepte entre els núm. 13 i 24, que tenia dues columnes. El format va anar variant, al principi 21 x 17,5 cm; a partir del núm. 13, 25 x 21 cm. i a partir del 25, 23,5 x 16 cm. Cal esmentar les cobertes il·lustrades.
En el primer article deien «Nosaltres, en fer sortir aquest modest portaveu ... amb la mateixa voluntat amb que hem lluitat fins ara per tal de fer arrelar aquí els corrents universals de cultura que propaguen les intel·ligències de Catalunya, pensem que amb l'entusiasme de la nostra edat jovençana podrem cooperar a l'obra que iniciaren aquells obrers que varen fundar l'Ateneu. No ens mou cap interès egoista; ans al contrari, voldríem que el nostre Butlletí fos obra de tots, per això des d'aquest moment queden obertes aquestes planes a tots els socis de bona voluntat que es vegin en cor de seguir-nos en aquest llarg camí que emprenem».
Així, aquesta publicació va ser «l'òrgan no d'una Secció sinó de l'entitat sencera. El Butlletí feu una crítica constructiva de les diverses activitats de la casa».
Com en el període anterior hi ha articles literaris, comentaris de llibres, poesies, notes de geografia comarcal, de llengua catalana, d'història de Catalunya, etc.
Entre els col·laboradors hi havia: Narcís Busquets, Josep Ribaudí, Josep Massana, Joan Dalmases i Palomas, Antoni Borràs i Quadres, Joan Mercader i Riba i Bartomeu Torner Prat.

## Localització
- Biblioteca Central d'Igualada. Plaça de Cal Font. Igualada (col·lecció completa i relligada).